# Кайва (язык)
Кайва (Caingua, Caiua, Caiwa, Cayua, Kaiova, Kaiowá, Kaiwá, Kayova) — язык гуарани, на котором говорит народ кайва (гуарани каюва) в провинции Мату-Гросу-ду-Сул около рек Апа, Дурадос, Ивиньема на севере и в горах Мбаракажу и притоках реки Жежуй на юге.
Кайва имеет диалекты кайва, тембекуа, теюй.